# ريتشارد ديفيس (لاعب كريكت)
ريتشارد ديفيس (18 مارس 1966 في المملكة المتحدة - 29 ديسمبر 2003 في المملكة المتحدة) (بالإنجليزية: Richard Davis)‏ هو لاعب كريكت بريطاني. لعب مع نادي وارويكشاير للكريكيت ‏ ونادي مقاطعة غلوستر للكريكت ‏ وKent County Cricket Club ‏ ونادي مقاطعة ليسترشاير للكريكت ‏ ونادي مقاطعة ساسكس للكركيت ‏ وBerkshire County Cricket Club ‏.

## وصلات خارجية
- ريتشارد ديفيس على موقع إي آس بي آن كريك إنفو (الإنجليزية)